# Night Train
„Night Train” је српски кратки хорор филм из 2000. године. Режирала га је Милена З. Петровић која је написала и сценарио.

## Улоге
| Глумац      | Улога |
| ----------- | ----- |
| Зоран Ћосић |       |
| Филип Гајић |       |